# William R. Green

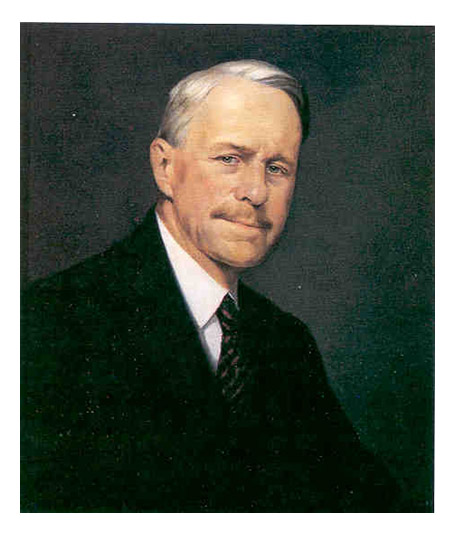
William R. Green

William Raymond Green (* 7. November 1856 in Colchester, Connecticut; † 11. Juni 1947 in Bellport, New York) war ein US-amerikanischer Jurist und Politiker. Zwischen 1911 und 1928 vertrat er den Bundesstaat Iowa im US-Repräsentantenhaus.

## Werdegang
William Green besuchte die öffentlichen Schulen in Malden (Illinois) und danach die Princeton High School, ebenfalls in Illinois. Im Jahr 1879 graduierte er vom Oberlin College in Ohio. Nach einem anschließenden Jurastudium und seiner im Jahr 1882  erfolgten Zulassung als Rechtsanwalt begann er in Dow City (Iowa) in seinem neuen Beruf zu praktizieren. Im Jahr 1884 zog Green nach Audubon in Iowa. Dort war er zwischen 1894 und 1911 Richter im 15. Gerichtsbezirk von Iowa. Politisch war er Mitglied der Republikanischen Partei.
Nach dem Rücktritt des Kongressabgeordneten Walter I. Smith im Jahr 1911 wurde 
Green bei der fälligen Nachwahl im neunten Wahlbezirk von Iowa als dessen Nachfolger in das US-Repräsentantenhaus in Washington, D.C. gewählt. Green trat sein neues Mandat am 5. Juni 1911 an. Nachdem er bei den folgenden regulären Wahlen jeweils bestätigt wurde, konnte er bis zu seinem Rücktritt am 31. März 1928 im Kongress verbleiben. Dort war er von 1923 bis 1927 Vorsitzender des Committee on Ways and Means. In seine Zeit im Kongress fällt auch der Erste Weltkrieg. Zwischen 1913 und 1920 wurden dort der 16., der 17., der 18. und der 19. Verfassungszusatz beraten und verabschiedet.
Greens Rücktritt im März 1928 erfolgte auf Grund seiner Ernennung zum Bundesrichter am Court of Claims. Dieses Amt bekleidete er zwischen dem 1. April 1928 bis Juni 1942. Danach zog er sich in den Ruhestand zurück. William Green starb am 11. Juni 1947 in Bellport im Alter von 90 Jahren.